# Dr. Death
Dr. Death (bra: Dr. Morte) é uma minissérie de drama policial estadunidense criada por Patrick Macmanus, baseada no podcast de mesmo nome, que conta a história real de Christopher Duntsch, um neurocirurgião que se tornou famoso por mutilar permanentemente seus pacientes, matando dois deles. A minissérie foi lançada no Peacock em 15 de julho de 2021.

## Elenco

### Principal
- Joshua Jackson como Christopher Duntsch
- Grace Gummer como Kim Morgan
- Christian Slater como Randall Kirby
- Alec Baldwin como Robert Henderson
- AnnaSophia Robb como Michelle Shughart

### Recorrente
- Fred Lehne como Don Duntsch
- Hubert Point-Du Jour como Josh Baker
- Maryann Plunkett como Madeline Beyer
- Grainger Hines como Earl Burke
- Kelsey Grammer como Dr. Geoffrey Skadden
- Dominic Burgess como Jerry Summers
- Molly Griggs como Wendy jovem
- Laila Robins como Amy Piel
- Dashiell Eaves como Stan Novak
- Jennifer Kim como Stephanie Wu

### Participação especial
- Carrie Preston como Robbie McClung

## Lançamento
Em 17 de maio de 2021, juntamente com o lançamento de um trailer oficial, foi anunciado que a série estava programada para estrear no verão de 2021. Estreou em 15 de julho de 2021 com um lançamento de oito episódios.
No Canadá, o programa estreou no Showcase em 12 de setembro de 2021.

## Recepção
No Rotten Tomatoes, a série detém um índice de 91% de aprovação com uma nota média de 7,40/10 baseado em 22 críticas. O consenso crítico do site diz: "Embora mantenha os espectadores na sala de espera por tempo até demais, Dr. Death continua sendo uma história horrível de negligência médica centrada em torno do desempenho suficientemente perturbador de Joshua Jackson". O Metacritic, que usa uma média ponderada, atribuiu uma pontuação de 77 de 100 com base em 11 avaliações, indicando "críticas geralmente favoráveis".